# Campeonato Argentino de Rugby 1972
El Campeonato Argentino de Rugby de 1972 fue la vigésimo-octava edición del torneo de uniones regionales organizado por la Unión Argentina de Rugby. Se llevó a cabo entre el 20 de junio y el 19 de agosto de 1972 con la Unión Santafesina de Rugby siendo designada por primera vez como sede de las fases finales del torneo, clasificando automáticamente a las semifinales.
La Unión de Rugby del Valle del Chubut, fundada el 1 de julio de 1971  y afiliada a la Unión Argentina de Rugby el mismo año, participó por primera vez del torneo en esta edición. Esta unión regional reúne y representa a los clubes provenientes del Valle inferior del río Chubut en la provincia homónima. 
Buenos Aires obtuvo su décimo título al derrotar 33-3 en la final a la Unión de Rugby de Rosario. A partir de esta edición, el try pasó de valer tres puntos a valer cuatro. 
Se disputó durante esta temporada la edición inaugural de la versión juvenil del torneo: el Campeonato Argentino Juvenil, para jugadores menores de 21 años.

## Equipos participantes
Participaron de esta edición quince equipos: catorce uniones provinciales y la Unión Argentina de Rugby, representada por el equipo de Buenos Aires. 
| Equipo        | Unión                                                |
| ------------- | ---------------------------------------------------- |
| Alto Valle    | Unión de Rugby del Alto Valle de Río Negro y Neuquén |
| Austral       | Unión de Rugby Austral                               |
| Buenos Aires  | Unión Argentina de Rugby                             |
| Chubut        | Unión de Rugby del Valle del Chubut                  |
| Córdoba       | Unión Cordobesa de Rugby                             |
| Cuyo          | Unión de Rugby de Cuyo                               |
| Jujuy         | Unión Jujeña de Rugby                                |
| Mar del Plata | Unión de Rugby de Mar del Plata                      |
| Nordeste      | Unión de Rugby del Nordeste                          |
| Rosario       | Unión de Rugby de Rosario                            |
| Salta         | Unión de Rugby de Salta                              |
| San Juan      | Unión Sanjuanina de Rugby                            |
| Santa Fe      | Unión Santafesina de Rugby                           |
| Sur           | Unión de Rugby del Sur                               |
| Tucumán       | Unión de Rugby de Tucumán                            |

## Partidos

### Rueda preliminar
| 20 de junio | Jujuy | 3 - 101 | Buenos Aires | San Salvador de Jujuy,                        |                                               |
|             |       | Reporte |              | Árbitro(s): Casimiro Gutiérrez (Buenos Aires) | Árbitro(s): Casimiro Gutiérrez (Buenos Aires) |

| 2 de julio | Mar del Plata | 29 - 18 | Sur | Mar del Plata,                                    |                                                   |
|            |               | Reporte |     | Árbitro(s): Carlos B. Benítez Cruz (Buenos Aires) | Árbitro(s): Carlos B. Benítez Cruz (Buenos Aires) |

| 2 de julio | Chubut | 4 - 0   | Austral | Rawson,                                                 |                                                         |
|            |        | Reporte |         | Árbitro(s): Alberto Pastor Ruiz de Gauna (Buenos Aires) | Árbitro(s): Alberto Pastor Ruiz de Gauna (Buenos Aires) |

| 2 de julio | Alto Valle | 6 - 32  | Cuyo | Neuquén,                                           |                                                    |
|            |            | Reporte |      | Árbitro(s): Cesar Alberto Espinosa (Mar del Plata) | Árbitro(s): Cesar Alberto Espinosa (Mar del Plata) |

| 2 de julio | Córdoba | 22 - 16 | Tucumán | Córdoba,                         |                                  |
|            |         | Reporte |         | Árbitro(s): Hugo Girolamo (Cuyo) | Árbitro(s): Hugo Girolamo (Cuyo) |

|  | Octavos de final | Octavos de final | Octavos de final |              |               | Cuartos de final | Cuartos de final | Cuartos de final |   |         | Semifinales  | Semifinales  | Semifinales  |  |         | Final        | Final        | Final        |  |
|  | 16 de julio      | 16 de julio      | 16 de julio      |              |               | 30 de julio      | 30 de julio      | 30 de julio      |   |         | 17 de agosto | 17 de agosto | 17 de agosto |  |         | 19 de agosto | 19 de agosto | 19 de agosto |  |
|  |                  |                  |                  |              |               |                  |                  |                  |   |         |              |              |              |  |         |              |              |              |  |
|  |                  |                  |                  |              |               |                  |                  |                  |   |         |              |              |              |  |         |              |              |              |  |
|  |                  |                  |                  |              |               |                  |                  |                  |   |         |              |              |              |  |         |              |              |              |  |
|  |                  |                  |                  |              |               |                  |                  |                  |   |         |              |              |              |  |         |              |              |              |  |
|  |                  |                  |                  |              |               |                  |                  |                  |   |         |              |              |              |  |         |              |              |              |  |
|  |                  |                  |                  |              |               |                  |                  |                  |   |         |              |              |              |  |         |              |              |              |  |
|  |                  |                  |                  |              |               |                  |                  |                  |   |         |              |              |              |  |         |              |              |              |  |
|  |                  |                  |                  |              |               |                  |                  |                  |   |         |              |              |              |  |         |              |              |              |  |
|  |                  |                  |                  |              |               |                  |                  |                  |   |         |              |              |              |  |         |              |              |              |  |
|  |                  |                  |                  |              |               |                  |                  |                  |   |         |              |              |              |  |         |              |              |              |  |
|  |                  |                  |                  |              |               |                  |                  |                  |   |         |              |              |              |  |         |              |              |              |  |
|  |                  |                  |                  |              |               |                  | Santa Fe         | Santa Fe         | 3 |         |              |              |              |  |         |              |              |              |  |
|  |                  |                  |                  |              |               |                  |                  |                  | 3 |         |              |              |              |  |         |              |              |              |  |
|  |                  |                  | Rosario          | Rosario      | 12            |                  |                  |                  |   |         |              |              |              |  |         |              |              |              |  |
|  | Mar del Plata    | Mar del Plata    | Rosario          | Rosario      | 12            | 84               |                  |                  |   |         |              |              |              |  |         |              |              |              |  |
|  | Mar del Plata    | Mar del Plata    |                  |              |               |                  |                  |                  |   |         |              |              |              |  |         |              |              |              |  |
|  | Chubut           | Chubut           | 0                |              |               |                  |                  |                  |   |         |              |              |              |  |         |              |              |              |  |
|  | Chubut           | Chubut           | 0                |              | Mar del Plata | Mar del Plata    | 13               |                  |   |         |              |              |              |  |         |              |              |              |  |
|  |                  |                  |                  |              | Mar del Plata | Mar del Plata    | 13               |                  |   |         |              |              |              |  |         |              |              |              |  |
|  |                  |                  | Rosario          | Rosario      | 20            |                  |                  |                  |   |         |              |              |              |  |         |              |              |              |  |
|  | Rosario          | Rosario          | Rosario          | Rosario      | 20            | 15               |                  |                  |   |         |              |              |              |  |         |              |              |              |  |
|  | Rosario          | Rosario          |                  |              |               |                  |                  |                  |   |         |              |              |              |  |         |              |              |              |  |
|  | Cuyo             | Cuyo             | 12               |              |               |                  |                  |                  |   |         |              |              |              |  |         |              |              |              |  |
|  | Cuyo             | Cuyo             | 12               |              |               |                  |                  |                  |   |         |              |              |              |  | Rosario | Rosario      | 3            |              |  |
|  |                  |                  |                  |              |               |                  |                  |                  |   |         |              |              |              |  | Rosario | Rosario      | 3            |              |  |
|  |                  |                  | Buenos Aires     | Buenos Aires | 33            |                  |                  |                  |   |         |              |              |              |  |         |              |              |              |  |
|  | Nordeste         | Nordeste         | Buenos Aires     | Buenos Aires | 33            | 15               |                  |                  |   |         |              |              |              |  |         |              |              |              |  |
|  | Nordeste         | Nordeste         |                  |              |               |                  |                  |                  |   |         |              |              |              |  |         |              |              |              |  |
|  | Córdoba          | Córdoba          | 17               |              |               |                  |                  |                  |   |         |              |              |              |  |         |              |              |              |  |
|  | Córdoba          | Córdoba          | 17               |              | Córdoba       | Córdoba          | 27               |                  |   |         |              |              |              |  |         |              |              |              |  |
|  |                  |                  |                  |              | Córdoba       | Córdoba          | 27               |                  |   |         |              |              |              |  |         |              |              |              |  |
|  |                  |                  | Salta            | Salta        | 0             |                  |                  |                  |   |         |              |              |              |  |         |              |              |              |  |
|  | San Juan         | San Juan         | Salta            | Salta        | 0             | 9                |                  |                  |   |         |              |              |              |  |         |              |              |              |  |
|  | San Juan         | San Juan         |                  |              |               |                  |                  |                  |   |         |              |              |              |  |         |              |              |              |  |
|  | Salta            | Salta            | 13               |              |               |                  |                  |                  |   |         |              |              |              |  |         |              |              |              |  |
|  | Salta            | Salta            | 13               |              |               |                  |                  |                  |   | Córdoba | Córdoba      | 3            |              |  |         |              |              |              |  |
|  |                  |                  |                  |              |               |                  |                  |                  |   | Córdoba | Córdoba      | 3            |              |  |         |              |              |              |  |
|  |                  |                  | Buenos Aires     | Buenos Aires | 48            |                  |                  |                  |   |         |              |              |              |  |         |              |              |              |  |
|  | Buenos Aires     | Buenos Aires     | Buenos Aires     | Buenos Aires | 48            | bye              |                  |                  |   |         |              |              |              |  |         |              |              |              |  |
|  | Buenos Aires     | Buenos Aires     |                  |              |               |                  |                  |                  |   |         |              |              |              |  |         |              |              |              |  |
|  |                  |                  |                  |              |               |                  |                  |                  |   |         |              |              |              |  |         |              |              |              |  |
|  |                  | Buenos Aires     | Buenos Aires     | bye          |               |                  |                  |                  |   |         |              |              |              |  |         |              |              |              |  |
|  |                  |                  |                  | bye          |               |                  |                  |                  |   |         |              |              |              |  |         |              |              |              |  |
|  |                  |                  |                  |              |               |                  |                  |                  |   |         |              |              |              |  |         |              |              |              |  |
|  |                  |                  |                  |              |               |                  |                  |                  |   |         |              |              |              |  |         |              |              |              |  |
|  |                  |                  |                  |              |               |                  |                  |                  |   |         |              |              |              |  |         |              |              |              |  |
|  |                  |                  |                  |              |               |                  |                  |                  |   |         |              |              |              |  |         |              |              |              |  |
|  |                  |                  |                  |              |               |                  |                  |                  |   |         |              |              |              |  |         |              |              |              |  |
|  |                  |                  |                  |              |               |                  |                  |                  |   |         |              |              |              |  |         |              |              |              |  |

### Octavos de final
| 16 de julio | Mar del Plata | 84 - 0  | Chubut | Mar del Plata,                           |                                          |
|             |               | Reporte |        | Árbitro(s): Eduardo Niño. (Buenos Aires) | Árbitro(s): Eduardo Niño. (Buenos Aires) |

| 16 de julio | Rosario | 15 - 12 | Cuyo | Plaza Jewell, Rosario                         |                                               |
|             |         | Reporte |      | Árbitro(s): Manuela Peralta Ramírez (Córdoba) | Árbitro(s): Manuela Peralta Ramírez (Córdoba) |

| 16 de julio | Nordeste | 15 - 17 | Córdoba | Resistencia,                             |                                          |
|             |          | Reporte |         | Árbitro(s): Waldemar Schaufler (Rosario) | Árbitro(s): Waldemar Schaufler (Rosario) |

| 16 de julio | San Juan | 9 - 13  | Salta | San Juan,                          |                                    |
|             |          | Reporte |       | Árbitro(s): Roque Daneri (Tucumán) | Árbitro(s): Roque Daneri (Tucumán) |

### Cuartos de final
| 30 de julio | Mar del Plata | 13 - 20 | Rosario | Parque Camet, Mar del Plata                 |                                             |
|             |               | Reporte |         | Árbitro(s): Florencio Varela (Buenos Aires) | Árbitro(s): Florencio Varela (Buenos Aires) |

| 30 de julio | Córdoba | 27 - 0  | Salta | Belgrano Athletic, Córdoba            |                                       |
|             |         | Reporte |       | Árbitro(s): Juan Ferrazzini (Rosario) | Árbitro(s): Juan Ferrazzini (Rosario) |

### Semifinales
| 17 de agosto | Santa Fe | 3 - 12  | Rosario | Santa Fe,                               |                                         |
|              |          | Reporte |         | Árbitro(s): Carlos Tozzi (Buenos Aires) | Árbitro(s): Carlos Tozzi (Buenos Aires) |

| 17 de agosto | Córdoba | 3 - 48  | Buenos Aires | Santa Fe,                                |                                          |
|              |         | Reporte |              | Árbitro(s): Fernando Malmierca (Tucumán) | Árbitro(s): Fernando Malmierca (Tucumán) |

### Final
| 19 de agosto | Rosario | 3 - 33  | Buenos Aires | Santa Fe,                                |                                          |
|              |         | Reporte |              | Árbitro(s): Fernando Malmierca (Tucumán) | Árbitro(s): Fernando Malmierca (Tucumán) |

|                      |
| Buenos Aires Campeón |
| Décimo título        |